# Wära
De Wära was een omloopgedwongen ruilmiddel dat eind jaren 1920 op veel plaatsen in Duitsland werd geïntroduceerd als onderdeel van een geld-experiment. Dit experiment werd in 1926 geïnitieerd door Gesell-supporters Hans Timm en Helmut Rödiger. De Wära werd ook wel regiogeld genoemd.

## Concept en functie
Het door Timm en Roediger bedachte samenvoegsel Wära is afgeleid van de onderling gerelateerde begrippen 'Währung' en 'Währen in' de betekenis van "permanent" of "stabiel". Eén Wära kwam overeen met de waarde van één Reichsmark. Wära-bankbiljetten waren verkrijgbaar in de waarden: ½, 1, 2, 5 en 10.
Elk Wära-biljet was onderhevig aan een regelmatige maandelijkse daling van één procent van de nominale waarde. Dit verlies kon worden gecompenseerd door zegels te kopen voor ½, 1, 2, 5 en 10 Wära-cent (1 cent = 1 Reichspfennig). Deze zegels moesten op de maandelijkse peildatum op de achterkant van de Wära-biljetten geplakt worden. Het doel hiervan was om de Wära in omloop te brengen. Om waardeverlies te voorkomen, moest elke Wära-bezitter zijn Wära zo mogelijk vóór de peildatum weer in de economische cyclus brengen.

## Geschiedenis

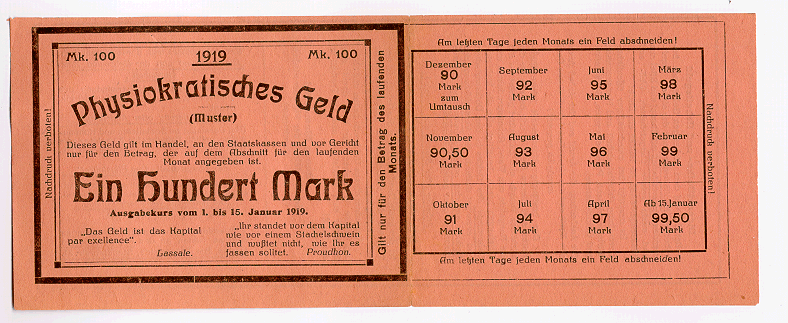
Fysiocratisch geld - voorloper van de Wära-wisselcoupons

Na een lange periode van voorbereiding richtten Helmut Rödiger en Hans Timm in oktober 1929 de zogenaamde Wära-Tauschgesellschaft op in Erfurt - bijna op het hetzelfde moment als de Wall Street Crash en de daarop volgende wereldwijde economische crisis. De Physiocratic Combat League, waartoe Rödinger en Timm behoorden, was al drie jaar eerder met een Wära-praktijktest gestart.
Het eerste succes van de privaatrechtelijke Wära-Tauschgesellschaft was opmerkelijk: in 1931 behoorden meer dan 1000 bedrijven uit alle delen van Duitsland tot de Wära-Tauschgesellschaft. In veel steden werden Wära-wisselkantoren geopend, waar Reichsmarken konden worden ingewisseld voor de eerder genoemde Wära-zegels. “Wära wordt hier geaccepteerd!” stond op borden in de etalages van winkels. Het meest beroemd werd het Wära-experiment uit Schwanenkirchen (nu onderdeel van de gemeente Hengersberg).

### Wära-experiment Schwanenkirchen
In de winter van 1929 kocht mijningenieur Max Hebecker (1882–1948) voor 8.000 Reichsmark de bruinkoolmijn Schwanenkirchen, die in 1927 failliet was gegaan. Omdat de regionale banken weigerden de wederopbouw van de noodlijdende mijn te financieren, wendde Hebecker zich tot de Wära-Tauschgesellschaft in Erfurt. Hij kende de initiatiefnemers als aanhanger van de sociale vrije economie en door zijn lidmaatschap van de Physiocratic Combat League. Op relatief korte termijn werd in Erfurt een Wära-financieringsconsortium opgericht, dat het benodigde krediet van 50.000 Reichsmark verschafte. Het grootste deel van de lening was in Wära, een kleiner deel in Reichsmark.
Al in 1931 kon de bruinkoolproductie worden hervat met aanvankelijk 45 en later 60 mijnwerkers. De arbeiders ontvingen twee derde van hun loon in Wära en een derde in Reichsmark. Om de publieke acceptatie van de Wära te vergroten, werden openbare lezingen gehouden over de aard en functie van het ruilmiddel. Hebecker overwon ook het aanvankelijke wantrouwen van lokale zakenmensen. Dit deed hij door een bedrijfskantine op te zetten en deze te voorzien van goederen van buitenlandse bedrijven die de Wära al gebruikten. De plaatselijke zakenlieden begonnen mede daardoor ook de Wära-biljetten aan te nemen. Met de Sirius-fabriek in Deggendorf kon Hebecker een leveringscontract afsluiten voor 1.500 Zentner (ongeveer 75 ton) bruinkool per dag.
Het economische leven van Schwanenkirchen kende een sterke bloei, die ook de hele omliggende regio beïnvloedde. Hebecker ontwikkelde steeds nieuwe zakelijke ideeën. Als men bijvoorbeeld Schwanenkirchen-steenkool kocht met Wära, kreeg men 5% korting. Het succes van het Wära-experiment trok veel aandacht. Het "Wära-Wunder" van Schwanenkirchen werd uitvoerig beschreven in meer dan 50 binnen- en buitenlandse kranten. De Reichsbank kwam ook op de hoogte van Hebecker. Deze startte een onderzoek met als resultaat dat Hebecker op 5 mei aangeklaagd werd. In augustus 1931 diende een officier van justitie een strafklacht in "wegens ongeoorloofde uitgifte van bankbiljetten en wegens fraude". De rechtbank van Deggendorf weigerde echter de procedure te openen, omdat het geen "strafbaar feit" kon identificeren. Wära werd niet beschouwd als geld in de zin van de wet.
Ondanks dat, werd in oktober, onder de 'Brüning-noodverordeningen' het Schwanenkirchen, Wära-experiment toch verboden. Op 24 november werd Hebecker officieel van deze verordening op de hoogte gebracht door het districtskantoor van Deggendorf. Ook de Wära-Tauschgesellschaft in Erfurt werd door deze regeling getroffen. Het Wära-experiment kwam dus zowel in Schwanenkirchen als in heel Duitsland abrupt tot een einde.
Hebecker moest het grootste deel van zijn personeel ontslaan. Hij probeerde enige tijd met een paar medewerkers de zogenaamde fysiocratische put open te houden, maar dat mislukte. In Schwanenkirchen en omgeving verspreidde de werkloosheid en de economische neergang zich opnieuw.
Het Schwanenkirchen Wära-experiment vormde de aanzet voor een soortgelijk experiment dat werd uitgevoerd door burgemeester Michael Unterguggenberger in Wörgl Oostenrijk.

### Wära experimenten op andere locaties in binnen- en buitenland
Werner Onken noemt 14 steden in het Duitse rijk waarin lokale Wära-uitwisselingsverenigingen bestonden. Hans-Joachim Werner rapporteert ook uit het noorden (Oost-Friesland) en het eiland Norderney, waar Wära-bonnen zelfs werden geaccepteerd door Commerzbank, Ostfriesische Bank, Vereinsbank en sociaal-democratische supermarkten. De initiatiefnemers van Wära waren in de eerste plaats de kuuroordarts Dr. Anton Nordwall en zijn vriend, de kunstenaar Hans Trimborn. Er was grote publieke belangstelling voor deze experimenten. Omdat de uitgifte van valuta wettelijk was voorbehouden aan de centrale banken, werden de acties verboden. Als gevolg hiervan verslechterde de economische situatie op de respectievelijke plaatsen opnieuw aanzienlijk. Talrijke gemeenten in Oostenrijk, Duitsland en Zwitserland moesten afzien van de geplande invoering van regionaal geld.
Ook in de Verenigde Staten werden in het begin van de jaren dertig op veel plaatsen vergelijkbare geld-experimenten uitgevoerd. Vaak onder de naam stamp script. De econoom Irving Fisher heeft er een wetenschappelijke studie over gepubliceerd.